# Bahía de San Diego

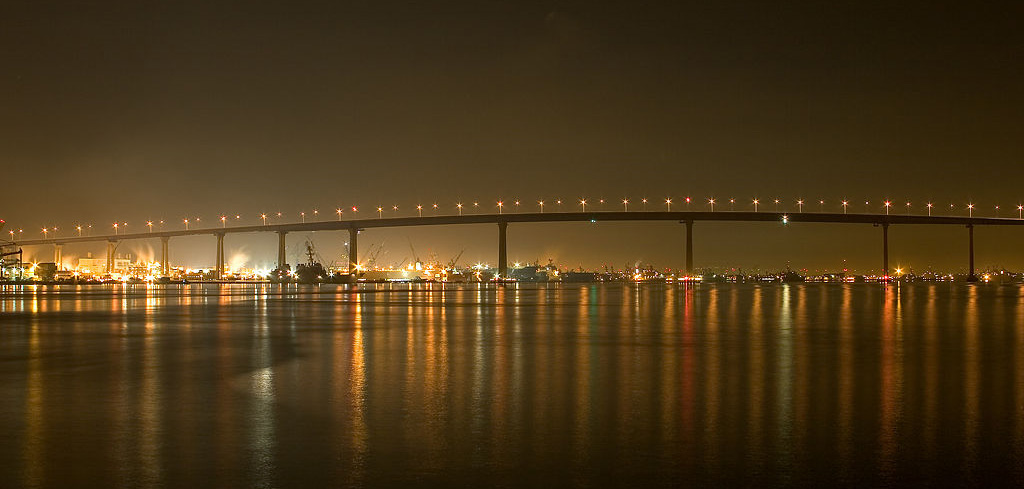
La bahía de San Diego y el puente de Coronado en la noche

La bahía de San Diego (del inglés: San Diego Bay) es un puerto natural en San Diego, California. Tiene una longitud de 19 km y una anchura de 1,6 a 4,8 km. La bahía colinda con las ciudades de San Diego, National City, Chula Vista, Imperial Beach y Coronado.
El borde occidental de la bahía está protegida desde el océano Pacífico por una larga, franja angosta de tierra llamada Silver Strand. El extremo norte del Silver Strand se expande hasta convertirse en la Isla Norte, la ubicación de la Isla Norte de la Fuerza Naval Aérea (el puerto de origen de varios portaaviones incluido el USS Ronald Reagan) y Coronado. Coronado es el sitio del famoso Hotel del Coronado. La Marina de Estados Unidos tiene dos instalaciones en la bahía, Base Naval de San Diego y la Base Naval de Point Loma en Ballast Point, la cual es una base de submarinos nucleares . La Estación de la Guardia Costera Aérea de San Diego está a través de la bahía desde la NAS North Island y la Comisión Federal de Comunicaciones mantiene y monitorea una estación en Silver Strand.
El Aeropuerto Internacional de San Diego es adyacente a la bahía, a través de Harbor Drive desde la Estación de la Guardia Área Costera. General Dynamics' National Steel and Shipbuilding Company (NASSCO), el único arsenal de la costa oeste capaz de construir y reparar grandes buques, está cerca del lado de San Diego del Puente del Coronado. La bahía tiene dos instalaciones de contenedores de buques (uno para contenedores refrigerados) y una terminal de cruceros.
Varios museos marítimos tienen su sede en la bahía de San Diego. Algunos de los museos son el USS Midway, el museo de portaaviones más grande del mundo, y el Star of India, el buque de "casco de acero" más viejo del mundo.
El extremo sur del puerto de bajo calado de la bahía es usado para evaporaciones de bodon y extraer la sal del océano.
El Puerto de San Diego administra el puerto y las tierras adyacentes a la bahía.
Se trata de una entidad gubernamental especial creada por la legislación estatal en 1962. Los ingresos de la bahía este consisten en tarifas y alquileres pagados por los inquilinos.